# Усмонов, Абдумаджид Хакимович
Абдумаджид Хакимович Усмонов (тадж. Абдумаҷид Ҳакимзода; род. 1 января 1957, Сталинабад, Таджикская ССР, СССР) — советский военный, участник Афганской войны, таджикский государственный и общественный деятель, начальник Управления информации и международных отношений аппарата Председателя Душанбе, директор Государственного информационно и общественного телеканала «Джахоннамо», член Союза журналистов Таджикистана, действительный член Евразийской академии телевидения и радио.

## Биография
Родился 1 января 1957 года в г. Сталинабаде, Таджикская ССР в семье служащего, таджика по национальности. Учился в средней школе № 35 им. Гагарина в Душанбе (1963—1973), по окончании школы поступил на факультет восточных языков Таджикского государственного университета им. В. И. Ленина (ТГУ) по специальности филолог-востоковед (1973—1979). Одновременно в период учёбы стажировался переводчиком в Республике Афганистан (1977—1978).
После учёбы в ТГУ служил военным переводчиком в рядах Вооруженных Сил СССР в 1979—1981 годах.
Журналистскую деятельность начал редактором Главной дирекции программ Таджикского телевидения в 1982 году.
В 1984—1986 годах служил в составе Ограниченного контингента советских войск в Афганистане.
В 1986—1996 годах работал редактором, старшим редактором, заведующим отделом, заместителем главного редактора Главной редакции информационных и общественно-политических программ Таджикского телевидения.
В 1996—2004 годах работал главным специалистом и старшим консультантом Пресс-службы Президента Республики Таджикистан.
В 2004—2006 годах занимал должности главного редактора Главных редакции информационных и политических программ и заместителя директора Таджикского телевидения.
С 1 марта 2006 года по 2008 год занимал должность заместителя директора Государственного учреждения «Телевидение Сафина».
С ноября 2008 года по январь 2017 года работал директором Государственного информационного и общественного телеканала «Джахоннамо».
23 января 2017 года А. Х. Усмонов был назначен заведующим информационно-аналитическим отделом аппарата Председателя Душанбе, а с марта 2017 года — начальником Управления информации и международных отношений аппарата Председателя Душанбе.
Абдумаджид Хакимович Усмонов является автором ряда телепрограмм и документальных фильмов, стажировался в телекомпаниях Clinton News Network (CNN), РТР, Всероссийской государственной телевизионной и радиовещательной компании (ВГТРК) и «Аль-Джазира». Владеет, кроме родного таджикского, русским, дари, пашто (афганский язык), персидским, арабским и английским языками.

## Общественная деятельность
- член Союза журналистов Таджикистана (1982),
- действительный член Евразийской академии телевидения и радио (ЕАТР, с 2011)[1][2].

## Награды и звания
Деятельность А. Х. Усмонова отмечена государственными наградами:
- Орден Красной Звезды (№ 3774396, 1985),
- Орден «Шараф» II степени (№ 2010, 2016),
- Орден «Ветеран Афганской войны» (Союз ветеранов-интернационалистов Республики Таджикистан, 2014),
- Медаль «70 лет Вооружённых Сил СССР» (1988),
- Медаль «Воину-интернационалисту от благодарного афганского народа» (№ 0586, 1989),
- Медаль «Хизмати шоиста» («За достойные заслуги») (2001),
- Медаль «10 лет Вооружённым силам Республики Таджикистан» (№ 890, 2003),
- Медаль 20 лет «Вывода Советских войск из Афганистана» (Приказ Комитета по делам воинов-интернационалистов при Совете Глав Правительств государств участников СНГ № 30 от 27 мая 2009 г.),
- Медаль 15 лет Всероссийской Общественной организации ветеранов боевых действий (2014),
- Медаль «20 лет Вооружённым силам Республики Таджикистан» (№ 3276, 2014),
- Медаль «25-лет со дня окончания боевых действий в Афганистане» (Российский Союз ветеранов Афганистана, 2014),
- Медаль «За помощь и содействие ветеранскому движению» (Российский Союз ветеранов Афганистана, 2015),
- Медаль «За Заслуги в патриотическом воспитании моледежи» (Российский Союз ветеранов Афганистана, 2015),
- Медаль «За Отвагу и мужества» (№ 1456, 2015) — За заслуги перед Родиной и отечеством от имени Российского Союза ветеранов Афганистана,
- Медаль «20 лет Пограничных войск Государственного комитета национальной безопасности Республики Таджикистан» (№ 3139, 2015),
- Медаль «20 лет Национальной Гвардии Республики Таджикистан» (№ 055, 2015),
- Медаль Организации Договора о коллективной безопасности (ОДКБ) (2016),

Памятные знаки:
- «За исполнение интернационального долга в ДРА» (Союз ветеранов-интернационалистов Республики Таджикистан, 2012),
- «15-летие Пограничных войск Государственного комитета национальной безопасности Республики Таджикистан» (№ 1977, 2016),
- Памятный знак-орден в честь 20-летие Международной Ассамблеи столиц и крупных городов (МАГ № 250, 2018),
- «В память о катастрофе на Чернобыльской АЭС, 30 лет», Союз «Чернобыль» России (2018),

Почетные звания:
- Заслуженный работник Таджикистана (2011),
- Лауреат премии Союза журналистов Таджикистана имени Абулькасима Лахути за 2016 г. (2017),
- Отличник культуры Республики Таджикистан (2006),
- Отличник печати Республики Таджикистан (2007),
- Отличник телевидения и радио Таджикистана (2009)[1][2][4][5][6]

### Комментарии
1. ↑  Слово дари означает «двор», на дари языке говорили ещё при дворе империи Сасанидов (с 224 по 651 гг.). В средневековых источниках «дари» имело значение государственный (тадж. давлатӣ), административный, официальный (тадж. расмӣ) или канцелярский язык (язык административного делопроизводства). Взаимопонимание между персоговорящими жителями Ирана, Афганистана и Таджикистана достижимо до сих пор.